# William Katt
William Katt (Los Ángeles, 16 de febrero de 1951) es un actor estadounidense de cine y televisión. Sus padres son los también actores Bill Williams (su apellido verdadero era Katt) y Barbara Hale.

## Biografía

### Sus comienzos
Cursó estudios terciarios en el Orange Coast College (Costa Mesa, California) antes de seguir la carrera de músico. Fue entonces cuando comenzó a actuar, apareciendo en representaciones teatrales en el verano y en pequeños papeles en televisión. Sus primeros papeles en películas incluyen el de Tommy Ross en el famoso film de terror Carrie (1976) de Brian De Palma, con Sissy Spacek, y el de Jack Barlowe en el film de John Milius Big Wednesday (1978), que protagonizara junto a Jan-Michael Vincent y Gary Busey sobre la vida de unos jóvenes surfistas y los efectos de la guerra de Vietnam sobre ellos.
En 1977 fue protagonista junto a Susan Dey de First Love, un revolucionario film romántico dirigido por Joan Darling. Durante este período estelarizó varias películas de bajo presupuesto («clase B») con contenido sexual.
Katt también se presentó para el papel de Luke Skywalker en La guerra de las galaxias (1977) y se le puede ver en el casting en muchos documentales sobre esta película. En 1979 interpretó a Sundance Kid en Butch and Sundance: The Early Days, película sobre la vida de un pistolero del viejo oeste de los Estados Unidos. En 1981 interpretó a Pippin en el film de mismo título.

### El gran héroe americano
Katt obtuvo el papel de Ralph Hinkley, un apacible profesor de secundaria a quien unos extraterrestres le dieron un traje volador en la inolvidable serie de televisión The Greatest American Hero (literalmente «El más grande héroe americano») en 1981 e interpretó este personaje hasta la cancelación de la serie, en 1983. El título de la serie fue traducido de distintas maneras en América y España, siendo El superhéroe americano o El gran héroe americano algunos de los títulos utilizados. La serie contaba la historia de un hombre común enfrentado a la extraordinaria circunstancia de convertirse en superhéroe y sin saber siquiera cómo hacer funcionar propiamente su súper traje (Ralph perdía el manual con las instrucciones).
La cadena ABC emitió la serie en Estados Unidos. Cambios de ejecutivos en la cadena y divergencias sobre la categoría de público al que debía ser dirigida (si adultos o niños) terminaron marginando The Greatest American Hero a días y horarios inapropiados llevando a su posterior cancelación tras tres temporadas. A pesar de ello, Ralph Hinkley y sus andanzas cosecharon gran éxito a lo largo del mundo, convirtiendo The Greatest American Hero (junto con Believe It Or Not, su tema de apertura), en una de las producciones más recordadas de los años años 1980. Precisamente, el personaje de Ralph Hinkley se convertiría en el más afamado de la carrera de Katt.

### Su carrera hasta el presente
En 1986 Katt sería protagonista de otro filme de culto dentro del género de terror/comedia, interpretando al escritor Roger Cobb en House. Desde 1987 en adelante, interpretaría el recurrente papel de Paul Drake Jr. en las periódicas películas de televisión de Perry Mason. Allí trabajaría junto a su madre, Barbara Hale, quien continuó con su papel de Della Street que realizara en la serie original. Katt también encarnó a un político como el personaje principal de la serie Top Of The Hill (1989), participando también en Good Sports en (1991). Desde entonces ha participado en diversas películas y producciones de televisión como en: Se ha escrito un crimen (1993), Walker, Texas Ranger (1998), The Net (1998), JAG (en 2001 y 2004) o House M.D. (2006). Hasta el momento ha coescrito dos historias para el cine, Clean And Narrow 1999 y Descendant (2003) y ha dirigido dos películas, Clean And Narrow y River's End (2005).

### Su familia
El 16 de febrero de 1981, William Katt se casó con Deborah Kahne, con quien ha tenido dos hijos, Clayton Alexander y Emerson Hunter.

## Curiosidades
Katt es reconocido entre la comunidad de surfistas por su interpretación de Jack Barlowe en Big Wednesday (1978). En 2004 recibió un caluroso aplauso de la multitud de surfistas profesionales cuando apareció para presentar uno de los premios de la Asociación de Surfistas Profesionales (ASP) en su ceremonia anual de los premios del Campeonato Mundial de la ASP.
Katt es uno de los actores que estuvo en las pruebas, junto a Mark Hamill, para interpretar a Luke Skywalker, en la Guerra de las Galaxias episodio IV.

## Filmografía
1988  Película bélica titulada "White ghost" papel protagonista. 
- Carrie (1976), de Brian De Palma
- El gran miércoles (1978, Big Wednesday o también Graffiti Party, en Perú: El verano de mi juventud), de John Milius
- Los primeros días de Butch Cassidy y Sundance (1979, Butch and Sundance: The Early Days), de Richard Lester
- Baby, el secreto de la leyenda perdida (1985, Baby... Secret of the Lost Legend), de Bill L. Norton
- House (1986), de Steve Miner
- Perry Mason: The Case of the Scandalous Scoundrel (1987), de Christian I. Nyby II
- Perry Mason: El caso de la dama del lago (1988), de Ron Satlof
- Una boda de locos (1989), de Daniel Raskov
- Last Call (1990), de Jag Mundhra
- Tollbooth (1994), de Salome Breziner
- La muerte tiene cara de ángel (1994, The Paper Boy), de Douglas Jackson
- Las voces de la selva (1995, U’bejani), de Wayne Crawford
- Piraña (1995), de Scott P. Levy
- Este chico es un demonio 3, o también Adorable criatura 3: Junior se enamora 3 (1995, Problem Child 3: Junior in Love), de Greg Beeman
- La Comida del diablo (1996, Devil’s Food), de George Kaczender
- Promesas románticas (1996, Romantic Undertaking), de Peter McCubbin
- El dulce rostro de la muerte (1996, Daddy’s Girl), de Martin Kitrosser
- Madre Teresa: en el nombre de los pobres (1997, Mother Teresa: In the Name of God’s Poor), de Kevin Connor
- Testigo inoportuno (1998, Catch Me If You Can), de Jeffrey Reiner
- Fuera de la ley (1998, Borderline), de Dale Trevillion
- Caramelo asesino (1999, Jawbreaker), de Darren Stein
- Certificado de muerte (2001, Determination of Death), de Michael Miller
- Terror en la montaña (2002, Gentle Ben), de David S. Cass Sr.
- La isla de las serpientes (2002, Snake Island), de Wayne Crawford
- AVH: Alien vs. Hunter (2007) de Scott Harper
- The Man from Earth (2007), de Richard Schenkman
- Reflejos 2 (2010)
- Paranormal Movie (2013), de Kevin P.Farley
- Sparks (2013),[1] de Christopher Folino
- The Man from Earth: Holocene (2017), de Richard Schenkman